# Chassalia obscurinervia
Chassalia obscurinervia är en måreväxtart som beskrevs av Adolph Daniel Edward Elmer. Chassalia obscurinervia ingår i släktet Chassalia och familjen måreväxter. Inga underarter finns listade i Catalogue of Life.